# Dahme (Holstein)
Dahme är en kommun (Gemeinde) och ort i Kreis Ostholstein i tyska förbundslandet Schleswig-Holstein. Dahme är sedan 1881 en badort belägen vid Östersjön intill Lübeckbukten cirka 20 kilometer nordost om Neustadt in Holstein.
Orten är dokumenterad sedan år 1299, men det finns lämningar från 1000-talet. Dahme har ungefär 1 200 fastboende men mottar cirka 60 000 badgäster med 800 000 övernattningar årligen. Turism är en viktig inkomstkälla för kommunen. Dahme har en flera kilometer lång sandstrand som lockar till bad och promenader.
Bland sevärdheterna märks Dahmeshöveds fyr som står cirka 1,5 kilometer söder om orten. Dahmeshöveds fyr uppfördes på en kulle (nordtyska ”Höved”) som orientering för fartygstrafiken i Mecklenburgbukten samt Lübeckbukten och togs i drift den 1 februari 1880. Tornet har en höjd av 28,8 meter och är ett byggnadsminne. Uppe i tornet finns ett litet vigselrum där par kan gifta sig. Tornet kan besiktigas av allmänheten.

## Bilder

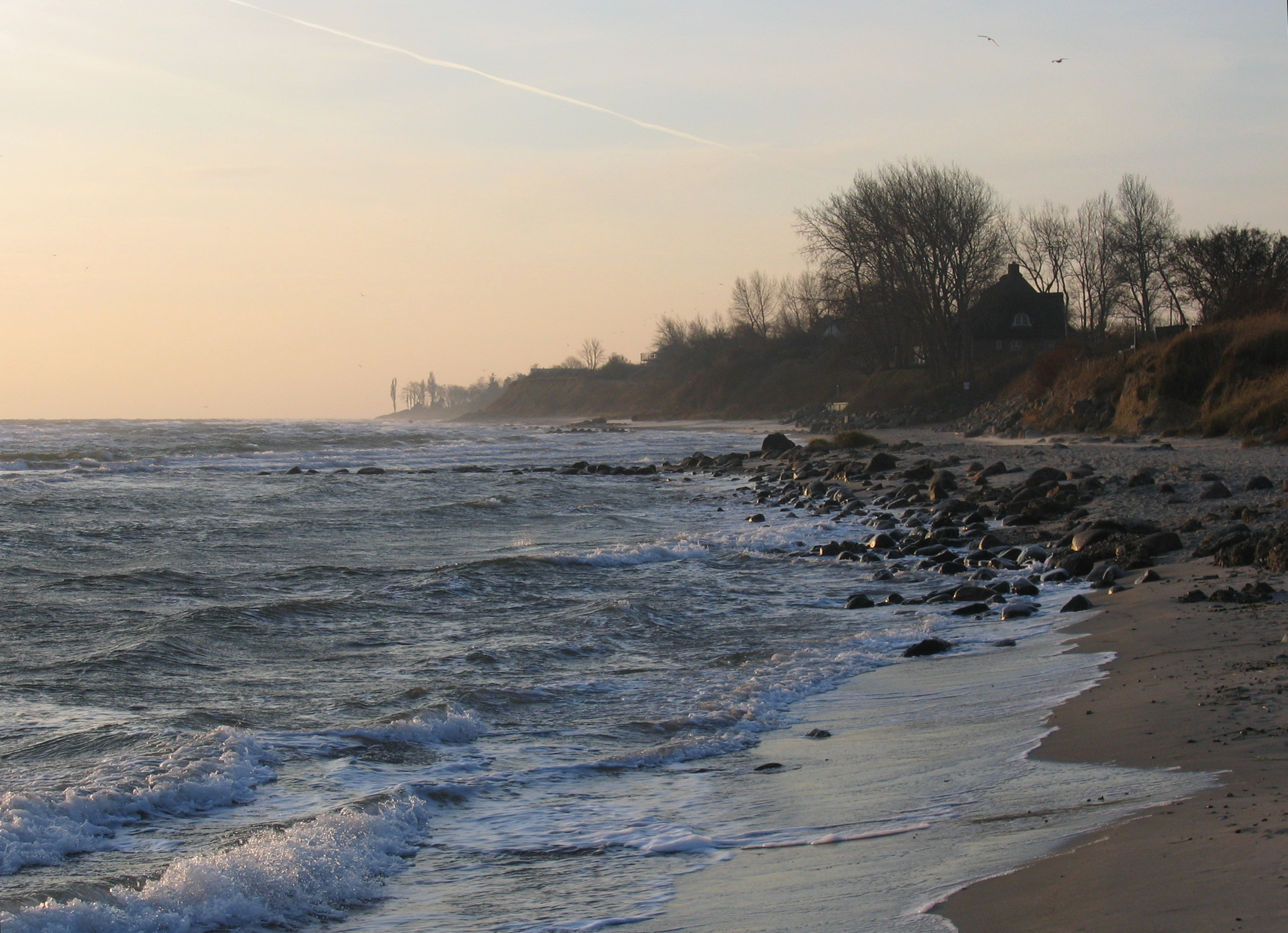
Stranden
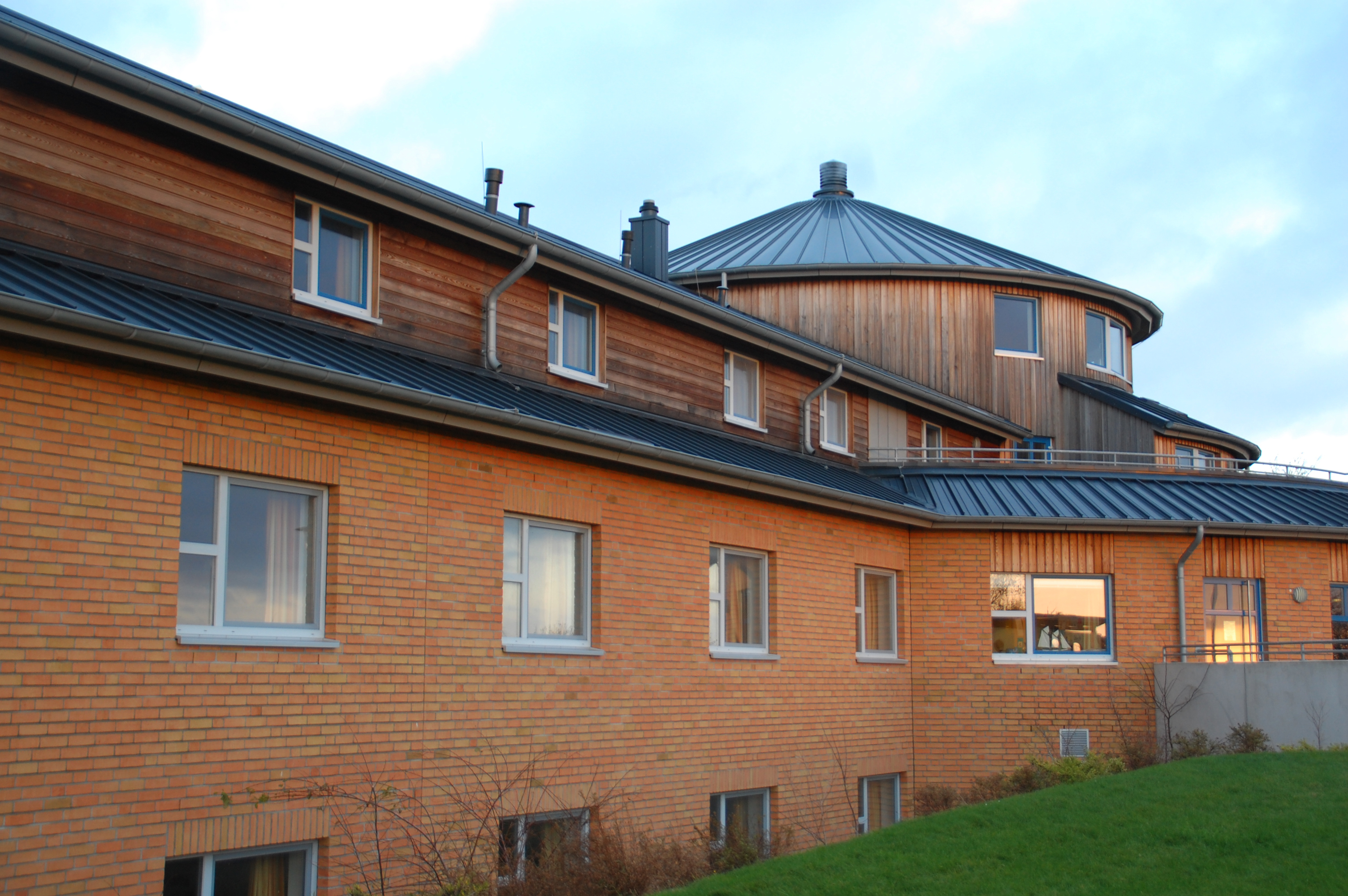
Dahmes vandrarhem
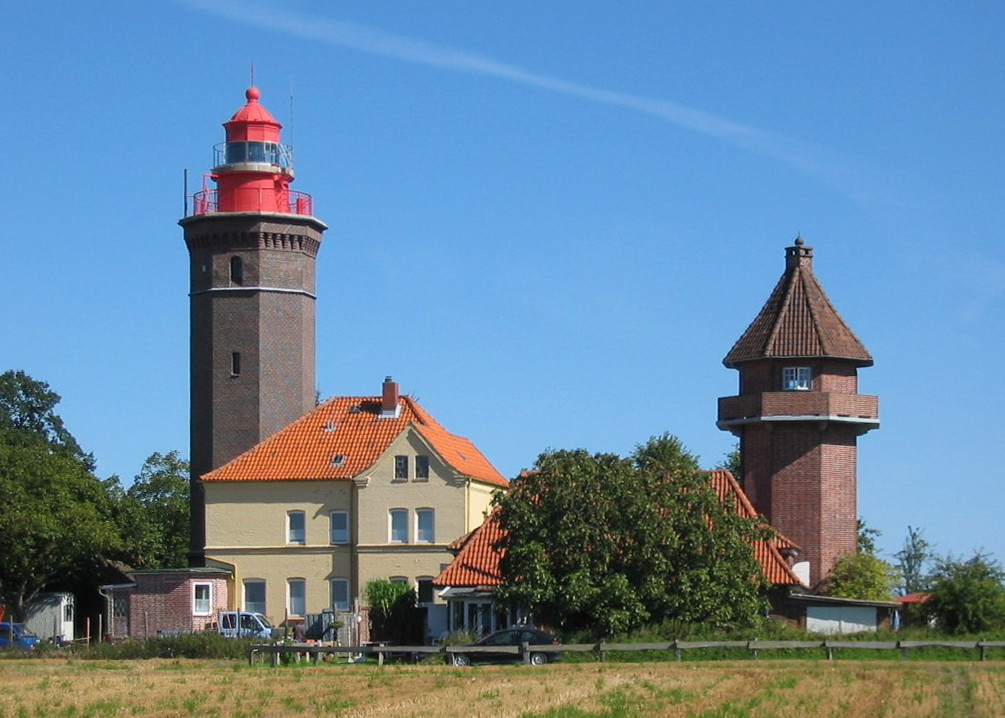
Dahmeshöveds fyr
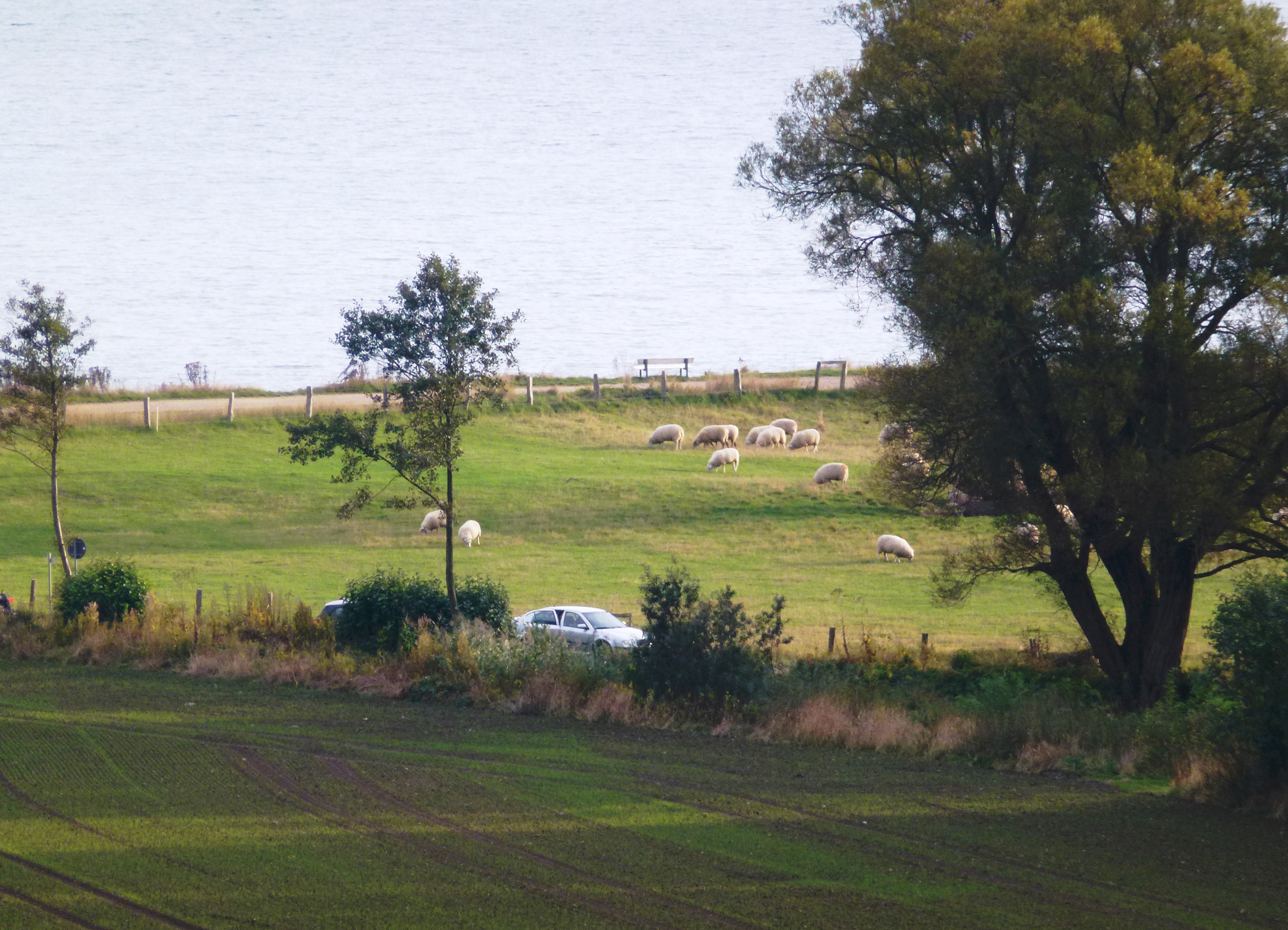
Kulturlandskapet vid Dahme